# Mid-Continent Life Building
El Mid-Continent Life Building es un edificio histórico en 1400 Classen Drive en Heritage Hills, Oklahoma City, Oklahoma. Fue construido por el Col. RT Stuart, quien fue el fundador de Mid-Continent Life Insurance Co para albergar su compañía y fue diseñado por Solomon Layton e inaugurado en 1927. Fue incluido en el Registro Nacional de Lugares Históricos en 1979. Fue comprado en 2001 por la Asociación del Patrimonio de Oklahoma con una donación de $ 3 millones de Edward Gaylord. Ahora alberga el Museo del Patrimonio de Oklahoma Gaylord-Pickens, hogar del Salón de la Fama de Oklahoma. Su diseño del edificio es neoclásico.